# Condado de San Juan de Lurigancho
El condado de San Juan de Lurigancho es un título nobiliario español creado a fines del siglo XVII para una importante familia criolla de Lima, dedicada a la vida militar y dueña de varias haciendas. El título es uno de los nueve que aún se encuentran en posesión de una familia peruana.

## Condes de San Juan de Lurigancho
- Luis de Santa Cruz y Padilla (Saña, 1634-Lima, 1706), I conde de San Juan de Lurigancho. Contrajo matrimonio con Juliana Fernández Gallardo y Arias de Molina. Le sucedió su hijo:

- Joseph de Santa Cruz y Gallardo (Sandia, 1662-Lima, 1743), II conde de San Juan de Lurigancho. Gobernador de Chile. Casado con Mariana Centeno de Chávez y Mendoza. Acusado de adulterar monedas fue apresado por orden del virrey marqués de Castelldosríus. Le sucedió su hijo:

- Diego de Santa Cruz y Centeno (Lima, 1707-1774), III conde de San Juan de Lurigancho. Casado con Juana Agustina de Querejazu y Santiago Concha, hija del oidor Antonio de Querejazu y Mollinedo. Le sucedió su hija:

- María Mercedes de Santa Cruz y Querejazu (Lima, 1761-?), IV condesa de San Juan de Lurigancho. Casada con el capitán Sebastián de Aliaga y Colmenares, VI marqués de Zelada de la Fuente. Le sucedió su hijo:

- Juan José de Aliaga y Santa Cruz (Lima, 1780-Callao, 1825), V conde de San Juan de Lurigancho, caballero de Carlos III y tesorero de la Real Casa de la Moneda de Lima Casado con Juana de Calatayud y Navia Bolaños. Con sucesión.

Su tataranieto rehabilitó el título.

### Rehabilitación (1958)
- Jerónimo de Aliaga Derteano, VI conde de San Juan de Lurigancho, soltero, le sucedió su sobrino:
- Juan Luis de Aliaga Ascenzo, VII conde de San Juan de Lurigancho. Casado con Leticia Niembro Almazán, sin sucesión. Le sucedió su hermano:
- Gonzalo Jorge de Aliaga Ascenzo, VIII conde de San Juan de Lurigancho. Casado con Ana María Arrarte Fiedler, con sucesión